# Katastrofa lotu Flightline 101
Katastrofa lotu Flightline 101 – katastrofa lotnicza, która wydarzyła się 10 października 2001 roku na Morzu Śródziemnym. Samolot Fairchild Swearingen Metroliner linii Flightline spadł do morza, prawdopodobnie z powodu uderzenia pioruna. Zginęli wszyscy obecni na pokładzie - 10 osób.

## Przebieg i przyczyny wypadku
Samolotem, który uległ wypadkowi był wyprodukowany w 1976 roku Fairchild Swearingen Metroliner należący do hiszpańskich linii lotniczych Flightline, mieszczącej swoją siedzibę w Barcelonie. Posiadał numery rejestracyjne EC-GDV. Samolot odbywał lot z Barcelony do Oranu w Algierii, wioząc ośmiu amerykańskich biznesmenów. W celu ominięcia burzy na trasie lotu załoga skręciła w lewo, jednak samolot i tak znalazł się w środku panującej burzy. W pewnym momencie maszyna całkowicie utraciła zasilanie prądem elektrycznym, prawdopodobnie w wyniku uderzenia błyskawicy. Spowodowało to utratę kontroli nad samolotem, który spadł do Morza Śródziemnego, 18,5 kilometra na północny zachód od archipelagu wysp Columbretes. Zginęło 10 osób - wszyscy na pokładzie.
Oficjalnie przyczyna wypadku nie została ustalona, jednak teza o trafieniu pioruna w samolot wzięła się z podobnego wypadku, również maszyny tego samego typu (więcej w artykule Katastrofa lotu Nürnberger Flugdienst 108). Możliwe jest również, że uderzenie przez błyskawicę spowodowało nie tylko utratę zasilania, ale też mogło zniszczyć istotne komponenty samolotu.